# Björn Johansson
Björn Olof Johansson (ur. 10 września 1963 w Vänersborgu) – szwedzki kolarz szosowy, brązowy medalista olimpijski.

## Kariera
Największy sukces w karierze Björn Johansson osiągnął w 1988 roku, kiedy wspólnie z Andersem Jarlem, Janem Karlssonem i Michelem Lafisem zdobył brązowy medal w drużynowej jeździe na czas podczas igrzysk olimpijskich w Seulu. Był to jedyny medal wywalczony przez Johanssona na międzynarodowej imprezie tej rangi. Wystąpił także na rozgrywanych cztery lata później igrzyskach w Barcelonie, gdzie w tej samej konkurencji drużyna szwedzka nie ukończyła rywalizacji. Sześciokrotnie zdobywał złote medale na mistrzostwach krajów skandynawskich (1986, 1988-1992). Wielokrotnie zdobywał także medale szosowych mistrzostw Szwecji, w tym siedem złotych (5 indywidualnie i w drużynowo). Nigdy nie zdobył medalu na szosowych mistrzostwach świata.